# Amfípodes
Els amfípodes (Amphipoda, gr. "ambdós peus") són un ordre de crustacis peracàrides generalment amb el cos comprimit lateralment. Mesuren entre 1 i 340 mil·límetres i són majoritàriament detritívors o carronyaires. És un ordre molt ampli, amb més de 10.700 espècies. El nom prové, del neollatí amphipoda i fa referència al fet que els amfípodes tenen dos tipus diferents de potes en contrast amb els isòpodes, que tenen un únic tipus de pota toràcica. La majoria dels amfípodes són marins i s'alimenten de detritus.
Comparats amb altres crustacis, com els isòpodes, rizocèfals o copèpodes, els amfípodes comprenen relativament poques espècies paràsites. L'amfípod paràsit més notable és el poll de les balenes (família Cyamidae). Són majoritàriament animals marins, però es troben en gairebé tots els ambients aquàtics. Unes 2.250 espècies viuen en aigua dolça, i l'ordre també inclou els talítrids terrestres com ara Talitrus saltator i Arcitalitrus sylvaticus.

## Descripció

### Anatomia

Diagrama de l'anatomia de l'amfípode gammaridis Leucothoe incisa

El cos d'un amfípode està dividit en 13 segments, que es poden agrupar en cap, tòrax i abdomen.
El cap està fusionat al tòrax i té dos parells d'antenes i un parell d'ulls compostos sèssils. També porta les peces bucals, però estan majoritàriament ocultes.
El tòrax i l'abdomen solen ser força diferents i tenen diferents tipus de potes; normalment estan comprimides lateralment i no tenen closca . El tòrax té vuit parells d'apèndixs unirramis, els primers dels quals s'utilitzen com a peces bucals accessòries; els quatre parells següents són dirigits cap endavant i els tres últims parells són dirigits cap enrere. Hi ha brànquies als segments toràcics i hi ha un sistema circulatori obert amb un cor, que utilitza hemocianina per transportar oxigen de l'hemolimfa als teixits. L'absorció i l'excreció de sals està controlada per glàndules especials a les antenes.
L'abdomen es divideix en dues parts: el pleosoma, que té potes natatòries ; i l'urosoma, que comprèn un telsó i tres parells d'uròpodes que no formen un ventall caudal com ho fan en animals com les gambes .

### Mida

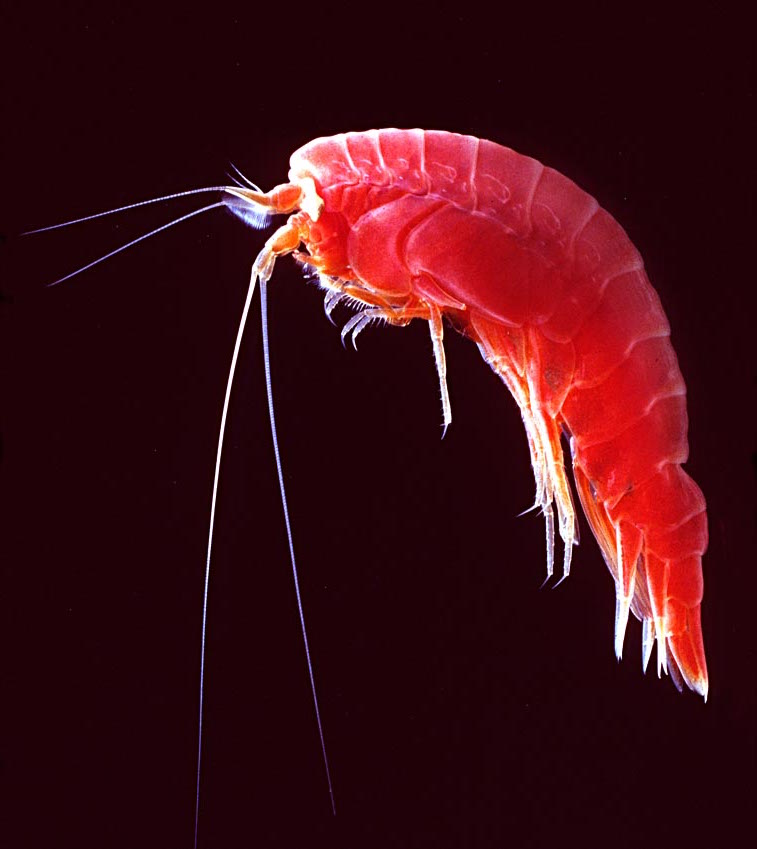
Els amfípodes solen fer menys de 10 mm polzades de llarg.

Els amfípodes solen fer menys de 10 mil·limetres (0.4 in) de llarg, però els amfípodes vius més grans registrats han arribat a tenir 28 centimetres (11 in) de llarg, i van ser fotografiats a una profunditat de 5,300 metres (17,400 ft) a l'oceà Pacífic . Les mostres extretes de l'estómac d'un albatros camanegre tenien una longitud reconstruïda de 34 centimetres (13 in) ; va ser assignada a la mateixa espècie, Alicella gigantea. Un estudi de la fossa de Kermadec va observar exemplars d' A. gigantea, i el més gran feia 34,9 cm de llarg. Els amfípodes més petits coneguts mesuren menys d'1 mil·limetre (0.04 in) de llarg. La mida dels amfípodes està limitada per la disponibilitat d'oxigen dissolt, de manera que els amfípodes del llac Titicaca a una altitud de 3,800 metres (12,500 ft) només poden créixer fins a 22 mil·limetres (0.87 in), en comparació amb longituds de 90 mil·limetres (3.5 in) del llac Baikal a 455 metres (1,500 ft).
Alguns amfípodes presenten dimorfisme sexual. En les espècies dimòrfiques, els mascles solen ser més grans que les femelles, tot i que això s'inverteix en el gènere Crangonyx.

### Cicle de la vida
Els amfípodes participen en una pràctica anomenada amplexus, un comportament de guarda precopulatori en què els mascles agafen una femella amb els seus gnatòpodes (apèndixs engrandits utilitzats per alimentar-se) i la porten contra la seva superfície ventral. L'amplexus pot durar de dos a més de quinze dies, depenent de la temperatura de l'aigua, i acaba quan la femella muda, moment en què els seus ous estan llestos per a la fecundació.
Les femelles madures porten un marsupi, o bossa de cria, que conté els seus ous mentre són fecundats, i fins que les cries estan a punt per a eclosionar. A mesura que la femella envelleix, produeix més ous a cada niuada. La mortalitat dels ous és d'entre el 25 i el 50%. No hi ha estadis larvaris; els ous es desclouen directament en forma juvenil, i la maduresa sexual s'assoleix generalment després de 6 mudes. Se sap que algunes espècies mengen les seves pròpies exúvies després de la muda.

## Taxonomia
Actualment es reconeixen més de 10.700 espècies d'amfípodes. La taxonomia superior ha estat completament reorganitzada al segle XXI i actualment comprèn sis subordres:
Subordre Amphilochidea
- Infraordre Amphilochida
- Infraordre Lysianassida

Subordre Colomastigidea
- Infraordre Colomastigida

Subordre Hyperiidea
- Infraordre Physocephalata
- Infraordre Physosomata

Subordre Hyperiopsidea
- Infraordre Hyperiopsida

Subordre Pseudingolfiellidea
- Infraordre Pseudingolfiellida

Subordre Senticaudata
- Infraordre Bogidiellida
- Infraordre Carangoliopsida
- Infraordre Corophiida
- Infraordre Gammarida
- Infraordre Hadziida
- Infraordre Talitrida

Una classificació prèvia comprenia els quatre subordres Gammaridea, Caprellidea, Hyperiidea i Ingolfiellidea., dels quals Gammaridea contenia la majoria dels tàxons, incloent-hi totes les espècies d'aigua dolça i terrestres. Gammaridea va ser reconegut com un grup filogenèticament problemàtic, i James Lowry i Alan Myers van desenvolupar una nova classificació en una sèrie de treballs entre 2003 i 2017, utilitzant l'anàlisi cladística dels caràcters morfològics. Va començar amb la desintegració i substitució de Gammaridea. El més gran dels nous subordres, Senticaudata, comprèn més de la meitat de les espècies d'amfípodes conegudes, incloent-hi pràcticament tots els tàxons d'aigua dolça. Al mateix temps, Ingolfiellidea es va separar d'Amphipoda i es va reclassificar com a ordre Ingolfiellida . El treball més recent de Copilaş-Ciocianu et al. (2020), utilitzant l'anàlisi de dades moleculars, va trobar suport general per a defensar l'existència de tres grups principals corresponents als subordres Amphilochidea, Hyperiidea i Senticaudata, però suggereix que alguns grups haurien de canviar d'Amphilochidea a Senticaudata en una revisió taxonòmica.

### Registre fòssil
Es creu que els amfípodes es van originar al Mississippià. Malgrat l'edat del grup, però, el registre fòssil de l'ordre Amphipoda és escàs, i comprèn espècimens d'una espècie del Cretaci inferior ( Hauterivià ) Weald Clay ( Regne Unit ) i 12 espècies que només es remunten a l'Eocè superior, on s'han trobat en ambre bàltic.

## Galeria

Anatomia esquemàtica d'un amfípode.
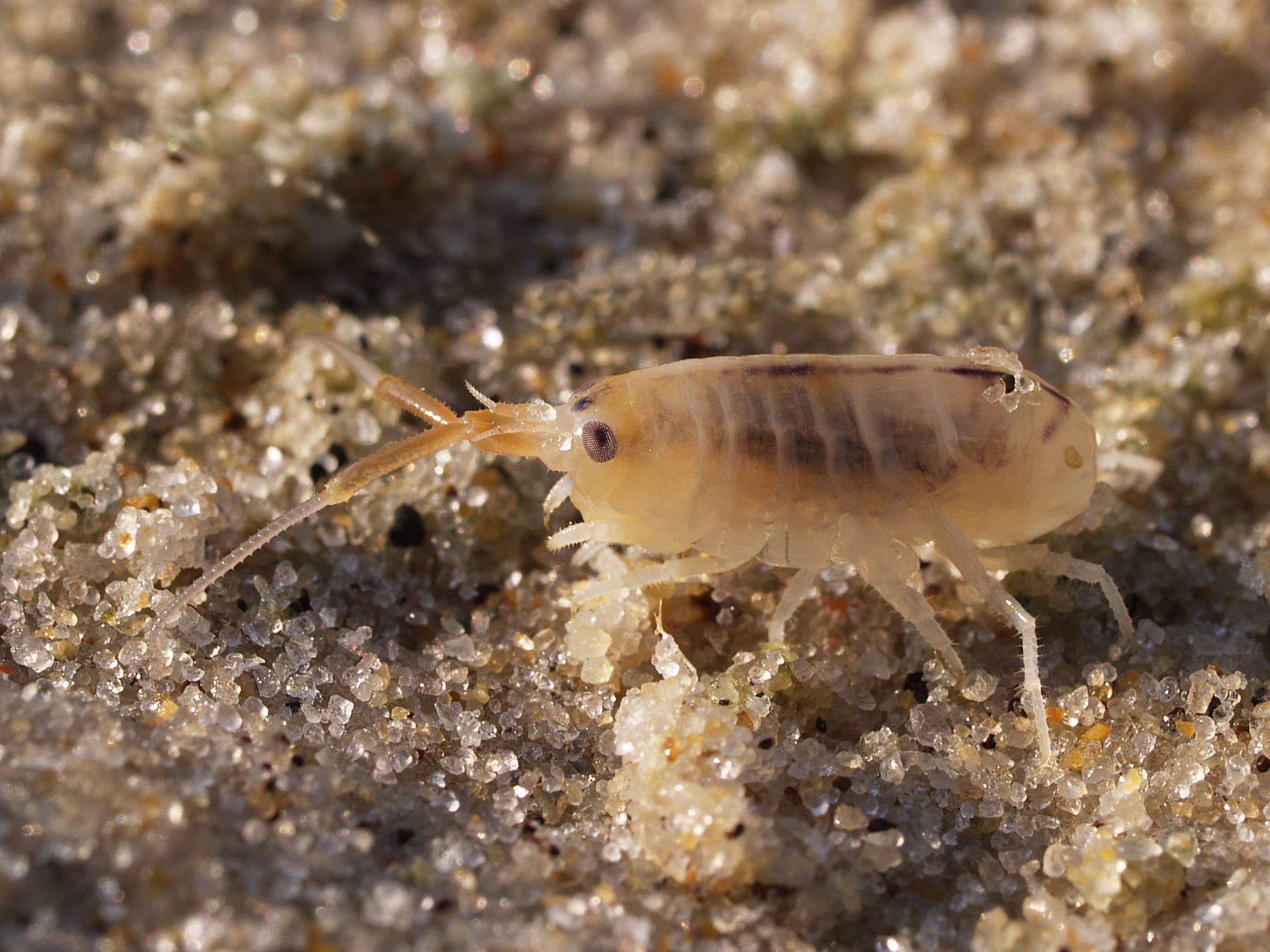
Puça de platja (Talitrus saltator), espècie molt abundant a les costes d'Europa.
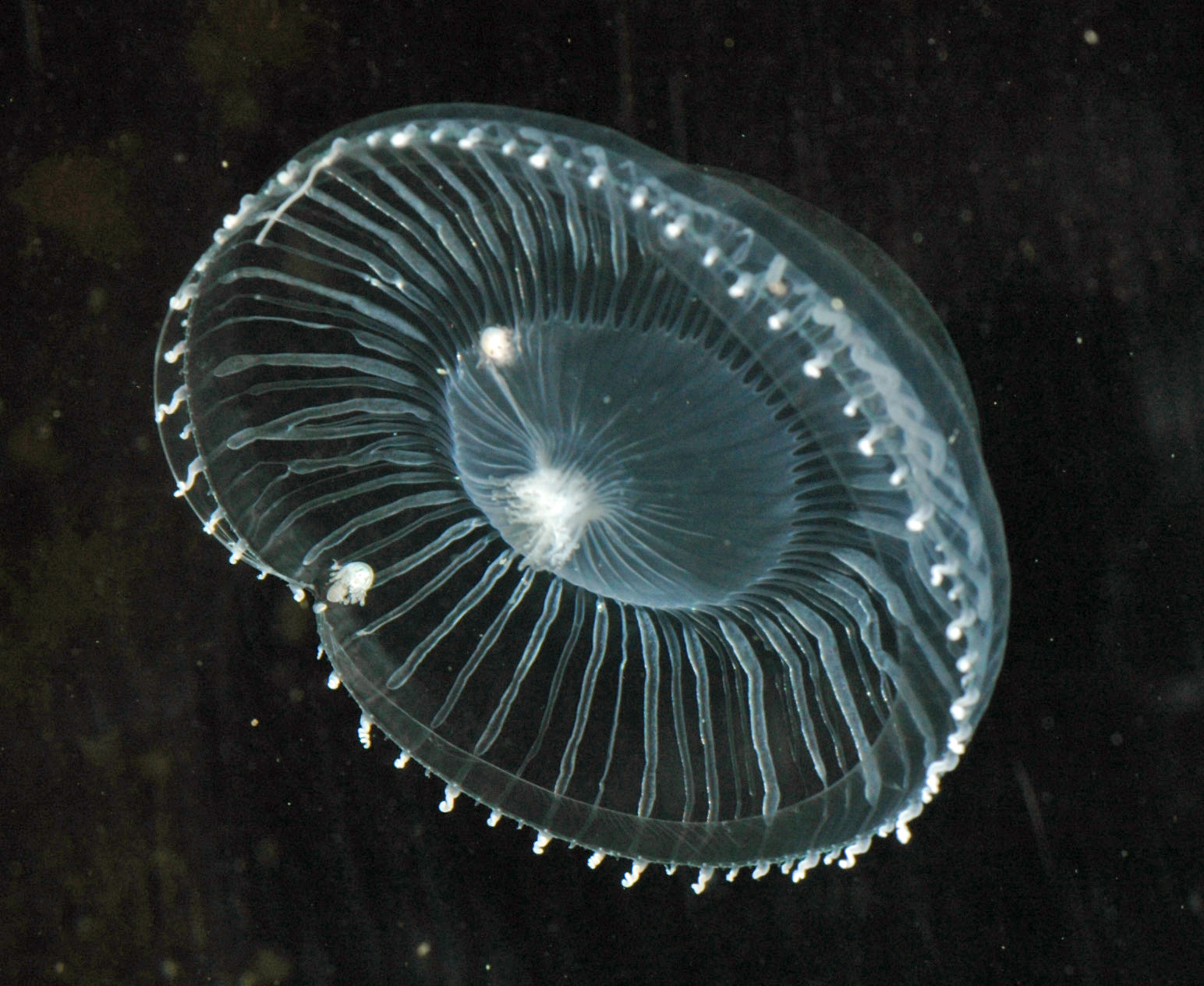
La medusa Aequorea victoria amb un amfípode (Hyperiidae) vivint en relació de comensalisme.